# Ramphia evinga
Ramphia evinga là một loài bướm đêm trong họ Erebidae.